# 울랄라 부부
《울랄라 부부》는 2012년 10월 1일부터 2012년 11월 27일까지 방영된 KBS 2TV 월화 미니시리즈로, 남편의 불륜으로 이혼을 감행한 부부가 우연한 사고로 서로 영혼이 바뀌며 벌어지는 기상천외한 사건을 그린 가족 코믹 드라마이다.

## 등장인물

### 주요 인물
- 신현준 : 고수남 역
- 김정은 : 나여옥 역 (아역 방준서)
- 한재석 : 장현우 역 (아역 김지훈)
- 한채아 : 빅토리아 역

### 신령들
- 변희봉 : 월하노인 역
- 나르샤 : 무산신녀 역

### 수남이네 가족
- 정재순 : 박봉숙 역
- 현쥬니 : 고일란 역
- 엄도현 : 고기찬 역

### 호텔 사람들
- 김명국 : 한만수 역
- 송영규 : 강진구 역
- 하일 : 존 스미스 역 (특별출연)

### 주변 인물
- 최성국 : 이백호 역
- 류시현 : 나애숙 역
- 이덕희 : 강자 역
- 이숙 : 한 여사 역
- 김창렬 : 고일란의 맞선남 역
- 남희석
- 남규리 : 배정아 역
- 김병만 : 카메라 설치기사 역
- 유진 : 고수남의 첫사랑 역
- 왕빛나 : 진숙 역
- 박상면 : 악마 조교 역
- 김수미 : 삼신 할머니 역
- 이문수 : 한 여사의 남편 역
- 김보미 : 빅토리아의 어머니 역
- 이태우 : 장진우 역
- 이상이 : 소영 역
- 최승경
- 이대로
- 태항호
- 장민영
- 나현주

## 시청률
최저 시청률과 최고 시청률은 시청률 조사회사와 지역별로 시청률에 차이가 있을 수 있습니다.
| 2012년 | 2012년    | 2012년         | 2012년       | 2012년         | 2012년       |
| 회차   | 방송일    | TNMS 시청률    | TNMS 시청률  | AGB 시청률     | AGB 시청률   |
| 회차   | 방송일    | 대한민국(전국) | 서울(수도권) | 대한민국(전국) | 서울(수도권) |
| ------ | --------- | -------------- | ------------ | -------------- | ------------ |
| 제1회  | 10월 1일  | 11.7%          | 12.8%        | 10.9%          | 11.5%        |
| 제2회  | 10월 2일  | 13.3%          | 14.1%        | 14.5%          | 15.2%        |
| 제3회  | 10월 8일  | 13.7%          | 16.2%        | 14.0%          | 15.7%        |
| 제4회  | 10월 9일  | 12.1%          | 13.3%        | 12.2%          | 13.7%        |
| 제5회  | 10월 15일 | 11.1%          | 12.0%        | 11.4%          | 12.4%        |
| 제6회  | 10월 16일 | 12.2%          | 13.7%        | 11.1%          | 11.9%        |
| 제7회  | 10월 22일 | 11.5%          | 12.6%        | 11.5%          | 12.4%        |
| 제8회  | 10월 23일 | 12.2%          | 13.0%        | 10.5%          | 11.0%        |
| 제9회  | 10월 29일 | 11.5%          | 13.6%        | 10.6%          | 10.7%        |
| 제10회 | 10월 30일 | 12.7%          | 13.7%        | 12.5%          | 12.8%        |
| 제11회 | 11월 5일  | 12.9%          | 14.5%        | 11.5%          | 11.7%        |
| 제12회 | 11월 6일  | 12.0%          | 13.3%        | 11.6%          | 11.5%        |
| 제13회 | 11월 12일 | 10.7%          | 11.7%        | 9.3%           | 9.5%         |
| 제14회 | 11월 13일 | 11.6%          | 12.2%        | 10.3%          | 10.4%        |
| 제15회 | 11월 19일 | 9.2%           | 9.6%         | 8.5%           | 9.0%         |
| 제16회 | 11월 20일 | 8.6%           | 9.6%         | 8.5%           | 8.6%         |
| 제17회 | 11월 26일 | 8.0%           | 9.1%         | 6.9%           | 6.9%         |
| 제18회 | 11월 27일 | 9.2%           | 9.2%         | 8.9%           | 8.8%         |

## 수상 경력
- 2012년 KBS 연기대상 미니시리즈 부문 남자 우수연기상 - 신현준

## 연장
- 《울랄라 부부》의 방영 분량을 16부작에서 2회 연장되어 18부작으로 연장하였다.[3][4]

## 동시간대 드라마
- MBC 월화드라마

《마의》 (2012년 10월 1일 ~ 2013년 3월 25일)
- SBS 월화 미니시리즈

《신의》 (2012년 8월 13일 ~ 2012년 10월 30일)
《드라마의 제왕》 (2012년 11월 5일 ~ 2013년 1월 7일)

## 같이 보기
- 《돌아와요 순애씨》
- 《시크릿 가든》